# 126965 Neri
126965 Neri este o planetă minoră (asteroid) din centura de asteroizi. A fost descoperită pe 18 martie 2002 la Observatorul Național Kitt Peak de Marc Buie⁠(d). 
Obiectul prezintă o orbită caracterizată de o semiaxă mare de 2,4389560305612 UAi, o excentricitate de 0,19172610917125, o înclinație de 3,3343055076983 ° în raport cu ecliptica.